# Arbeitskreis kritischer Bibliothekarinnen und Bibliothekare
Der Arbeitskreis kritischer Bibliothekarinnen und Bibliothekare (KRIBIBI) ist ein 1983 gegründeter Arbeitskreis von Bibliothekarinnen und Bibliothekaren in Österreich. Er wurde bis ins Jahr 2017 von der politischen Akademie der Sozialdemokratischen Partei Österreichs, dem Renner-Institut, finanziell und organisatorisch unterstützt. Ein Verein, der vom Arbeitskreis nach Beendigung dieser Kooperation zur weiteren Finanzierung gegründet worden war, wurde im Dezember 2021 wieder aufgelöst.
Der Arbeitskreis setzt sich für Gleichheit und Barrierefreiheit im Zugang zu Information, Wissen, Bildung und Kultur ein. Sein Hauptziel ist die Zusammenführung der in Österreich getrennten Bereiche Öffentliche Büchereien, Wissenschaftliche Bibliotheken und Schulbibliotheken zu einem gemeinsamen österreichischen Bibliothekswesen. Dafür soll ein umfassendes Bibliotheksgesetz, ein Bibliotheksentwicklungskonzept und ein zentrales Institut für Forschung, Entwicklung und Beratung der Bibliotheken eingerichtet werden.